# Jakob Ortner
Jakob Ortner (* 11. Juni 1879 in Büchsenhausen bei Innsbruck; † 16. August 1959 in Payerbach) war ein österreichischer Gitarrist, Lautenist, Komponist und Musikpädagoge.

## Leben
Ortner ließ sich nach Reisen nach Spanien und Italien von der Tárrega-Schule beeindrucken. Er studierte Gitarre bei Luigi Mozzani, einem Schüler von Miguel Llobet. Letzterer übernachtete 1922 als Gast in seinem Hause in Wien. Ortner unterrichtete ab 1910 an der Wiener Musikakademie und wurde 1914 daselbst erster Professor für Gitarre. Er gilt als wichtigster österreichischer Gitarrenpädagoge. Zu seinen Schülern gehören Luise Walker und Karl Scheit. Ab 1927 gab er die  Oesterreichische Gitarren-Zeitschrift heraus. Er wurde am Heiligenstädter Friedhof bestattet. Das Grab ist bereits aufgelassen.

## Werke
- Kurzgefasste Gitarre-Schule (1935)